# Supraspinatus
Supraspinatus (flertal supraspinati, fra Latin supraspinatus) er en relativt lille muskel på den øvre ryg, der løber fra supraspinatous fossa superiort til scapula (skulderbladet) til tuberculum majus humeri på overarmsknoglen. Det er en af de fire rotatormanchetmuskler og bevæger armen ud fra kroppen ved skulderen. 
| Anatomi | Spire Denne artikel om anatomi er en spire som bør udbygges. Du er velkommen til at hjælpe Wikipedia ved at udvide den. |